# Kassei (Vilvoorde)
Kassei is een relatief recente wijk van de stad Vilvoorde.
De wijk ligt gescheiden van het centrum van de stad waardoor ze soms ook wel als gehucht gezien wordt. Het gehucht is gelegen ten noorden van het veel oudere gehucht Drie Fonteinen en bevat nog andere wijken zoals de Europawijk en het Hoogveld.

## Geschiedenis
Tot de negentiende eeuw was Kassei een agrarisch gebied op de drogere heuvel tussen de beekvallei van de Tangebeek en die van de Zenne. Dit gebied (de Thael) werd in de jaren 1830 in de kadasteratlas onder de sectie van "Drie Fonteinen" gerekend en niet tot dat van de stad Vilvoorde.
In de jaren 1820 van de negentiende eeuw werd de Grimbergsesteenweg (N211) aangelegd tussen Vilvoorde en Grimbergen. Deze verving de oude onverharde weg tussen Vilvoorde en Grimbergen via de Borgt (huidige Borgtstraat en Borghtstraat). Waar de oude weg onderaan de heuvel liep; had de nieuwe steenweg een rechter profiel en liep deze van aan de Willebroekse vaart omhoog, over de uitlopers van de vijftig meter hoge heuvel van het Hoogveld (tussen de Zenne- en Tangebeekvallei). Rond deze steenweg ontstond de eerste bebouwing. In het derde kwart van de negentiende eeuw werd rond de huidige Van Dyckstraat een kerkhof aangelegd voor de gedetineerden van de Correctie. Aan het einde van negentiende eeuw werd de Koningslosteenweg (of Baan van Asse / Strombeek naar Vilvoorde) de tweede verharde weg van het gehucht.
Aan het einde van de negentiende eeuw kende Vilvoorde een sterke bevolkingsgroei door de forse industrialisering. Door de bevolkingsgroei ontstonden er in de eerste decennia van de twintigste eeuw volledig nieuwe wijken buiten de oude stad zoals Faubourg en Far-West. In 1908 werd op de linkeroever van het kanaal de parochie van Heilig Hart van Jesus gesticht en werd de Vlierkensstraat en Thaelstraat aangelegd. Na de Eerste Wereldoorlog was er een groot tekort aan woningen en werden in de nieuwe gehuchten sociale woonwijken gebouwd. Nadat eerst Faubourg en Far-West aan de beurt waren geweest verplaatste de bouwactiviteit zich tegen het einde van de jaren 1920 naar Kassei. Wanneer het Domein Drie Fonteinen in 1928 verkocht wordt, wordt een klein deel van de gronden, ten noorden van de Koningslosteenweg, verkocht aan de huisvestingsmaatschappij "Vilvoordse Haard". In 1929-1930 zou zij de eerste sociale woningen van de wijk Kassei bouwen: Vlierkensstraat, Van Dijckstraat en Rubensstraat.
In het derde kwart van de 20e eeuw raakte Kassei volgebouwd en werd de Europawijk, ten zuidwesten van Drie Fonteinen, verkaveld. De meest recente uitbreiding van het gehucht is de wijk Hoogveld, ontwikkeld in het laatste kwart van de 20e eeuw.
In de eerste helft van de jaren 70 werd de Europabrug gebouwd, tezamen met een omleidingsweg voor de N211 (Grimbergsesteenweg) via de deels reeds bestaande Rubensstraat die hiervoor verbreed werd. Op het laatste moment werd nog afgezien van de aanleg van een grote verbindingsweg die de Europabrug met afrit 6 van de Brusselse Ring, Koningslo en Over-Heembeek (stad Brussel) moest verbinden. Enkel het afrittencomplex en de Indringingsweg in Koningslo getuigen van deze plannen. De weg werd pas in juli 2000 verwijderd van het gewestplan. Een derde verbindingsweg, tussen de N211 en de wijk Het Voor werd wel aangelegd (Albert I-laan).

## Ligging
Kassei ligt tussen het Grimbergse gehucht Borght en het Vilvoordse gehucht Drie Fonteinen. Het oudste deel van het gehucht ligt onmiddellijk ten zuiden van de Grimbergsesteenweg, die de grens met de Borght vormt. Met de bouw van de meest recente wijken sluit Kassei in het zuidwesten vandaag aan op het bedrijventerrein rond de Medialaan. Het gehucht is gelegen op een hoger plateau tussen de valleien van de Tangebeek in het westen en de Zenne in het oosten. Het nabijgelegen Domein Drie Fonteinen vormt een groene long voor Kassei en de bredere omgeving.

## Mobiliteit
De Rubensstraat (een omlegging van de Grimbergsesteenweg), gebouwd in de jaren 70 van de 20e eeuw, vormt de belangrijkste verkeersas door de wijk. Daarnaast wordt Kassei via de Albert I-laan verbonden met de wijk Het Voor en zorgt de Koningslosteenweg en de Indringingsweg voor de verbinding met het dorp Koningslo. Ten zuiden van de wijk is er een afrittencomplex van de Ring rond Brussel, maar dit heeft eerder de ontsluiting van de bedrijventerrein tot doel dan de ontsluiting van de wijken van Kassei.
Het gehucht wordt bediend door bussen van De Lijn en de MIVB. Tegen 2020 wil deze eerste het tracé van de buslijn UZ Jette - Brussels Airport dat doorheen de wijk voert vertrammen in het kader van Brabantnet. Deze tramlijn zal ter hoogte van Kassei voornamelijk gebruikmaken van de oude bedding van de Koningslosteenweg en halte hebben aan de Tweeleeuwenweg, de Blaesenbergweg en het Schilderspad.

## Holle wegen
De omgeving van Kassei bevat een groot aantal zeer oude historische holle wegen die relatief goed bewaard zijn. Sommige van deze holle wegen zijn geklasseerd als onroerend erfgoed.
Veruit de oudste weg door het gebied is de Koningslosteenweg, die waarschijnlijk teruggaat op een Romeinse heirbaan. Deze Romeinse steenweg gebruikte de voorde bij de Zenne in het huidige Vilvoorde om Elewijt met Asse te verbinden. Het tracé volgt de huidige straten Koningslosteenweg en Steenweg op Koningslo (langs het Domein Drie Fonteinen), waarna deze de holle weg van de Blaesenbergweg kruist en zijn weg richting Koningslo na de kruising met de ring vervolgt via de verlaten Romeinse steenweg. De weg werd verhard aan het einde van de negentiende eeuw. In het begin van de jaren 70 werd de Koningslosteenweg in het laagste deel doorsneden door de nieuwe omleiding van de N211 naar de Europabrug. In de jaren 90 werd het deel bij de Medialaan verwijderd om plaats te maken voor een bedrijventerrein.
De Blaesenbergweg verbond Borght met Ransbeek en Neder-Heembeek. De route van deze weg is nog goed bewaard en volgt de straten Blaesenbergstraat, Teniersstraat, Blaesenbergweg en Woelmontstraat doorheen het Domein Drie Fonteinen.
Een laatste belangrijke oude weg is de Bruynstraat. Deze bevindt zich in het verlengde van de Schapenweg die vanuit Verbrande Brug en de wijk Molenveld (ten westen van Borgt) de verbinding maakt met Over-Heembeek. Deze weg kruiste de Koningslosteenweg ter hoogte van het huidige afrittencomplex nummer 6 van de Brusselse ring. Het deel van de holle weg tussen de Albert I-laan en het afrittencomplex van de ring werd opgevuld met bouwafval in tweede helft van de twintigste eeuw.
Naast deze wegen die een interlokale of zelfs regionale functie vervulden, zijn er nog restanten van holle wegen die een meer lokale functie hadden, zoals de Postweg (vandaag de Breemputweg en de Poststraat).
De 'Holle wegen'-wandeling, uitgezet door de stad Vilvoorde en Natuurpunt gaat langs verschillende van deze holle wegen.

## Bezienswaardigheden
- De Heilig Hartkerk
- Het Paviljoentje
- Het Domein Drie Fonteinen

Deelgemeenten: Vilvoorde · Peutie

Overige dorpen en gehuchten: Houtem · Drie Fonteinen · Kassei · Koningslo · Mutsaard · Het Voor

Belgische gemeenten · Arrondissement Halle-Vilvoorde · Vlaams-Brabant · Vlaanderen